# Alphonse Renier
Pour les articles homonymes, voir Renier.
Alphonse Renier était un footballeur belge.

## Biographie

### Jeux olympiques
Renier participe aux Jeux olympiques de 1900 à Paris. Pour ces Jeux, avec la Fédération Athlétique Universitaire Belge (FAUB) représentant l'équipe de Belgique de football, il remporte une médaille de bronze, après une défaite face à l'équipe française le 23 septembre 1900.
Il représente l'Université de Bruxelles pour ces Jeux.

## Palmarès
Belgique olympique
- Jeux olympiques :
  -  Bronze : Paris 1900.